# 凉城新村
凉城新村是中華人民共和國上海市虹口區北部涼城路附近的一個大型住宅區，面積2公頃，建築面積9.4萬平方米。住宅名稱來自於涼城路。

## 歷史
該住宅始建於1987年，當時上海市當局要建設上海火车站，上海火车站附近有居民动迁至凉城新村。1980年代后期，凉城新村周圍只有一部公交（107路）。1986年4月，凉城新村周邊的首家商店在凉城三村所在地區开业。截至1992年，涼城二村、三村、四村已陸續建成。2021年3月1日18时15分，位於凉城新村區域的凉城路丰镇路口，由於机动车驾驶员操作不当撞上了非机动车，導致2人死亡、5人受伤。